# Список журналістів, які загинули під час російсько-української війни
Щонайменше 13 цивільних журналістів або працівників ЗМІ загинули під час виконання службових обов'язків під час російсько-української війни станом на 2 квітня 2022. З них шестеро росіян, чотири українці, один італієць, один американець та один ірландець.
Початкова хвиля загиблих журналістів сталася на ранніх етапах війни на сході України в 2014 році, починаючи з італійського журналіста Андреа Рокеллі та його перекладача, російського активіста Андрея Миронова. Протягом наступних чотирьох місяців чотири російські журналісти в компанії російських сепаратистських сил були вбиті українським вогнем, а також один український журналіст у інциденті, в якому обидві сторони конфлікту звинувачують одна одну. Дві пари вбивств призвели до судового розгляду: у зв'язку зі смертю Роккеллі та Миронова в Італії судили члена Національної гвардії України Віталія Марківа за нібито замовлення страйку. Його засудили, але пізніше виправдали. Внаслідок загибелі російських журналістів Ігоря Корнелюка та Антона Волошина від мінометного удару в Росії судили полонену льотчицю ЗСУ Надію Савченко за нібито замовник удару. Вона була засуджена і згодом звільнена в результаті обміну полоненими з Україною. Відносини між російськими журналістами та сепаратистськими силами стали предметом суперечок.
Друга хвиля загиблих почалася з повномасштабного російського вторгнення в Україну в 2022 році. Українець Євгеній Сакун був першим журналістом, загиблим на цьому етапі війни, жертвою російського авіаудару по київській телевежі 1 березня. 2022. Ще трьох журналістів застрелили російські солдати в своїх машинах, у тому числі американський документаліст Брент Рено. Ще один загинув під час обстрілу з боку Росії. Остання смерть журналіста, про яку повідомляється станом на 2 квітня 2022 року, — це смерть українського журналіста Макса Левіна, який пропав безвісти з 13 березня.
Крім того, щонайменше п'ятеро журналістів загинули під час служби в Збройних силах України або російських сепаратистських силах на Донбасі та щонайменше двоє українських журналістів загинули поза межами виконання службових обов'язків.

## Цивільні журналісти, які загинули під час виконання службових обов'язків
Дванадцять із зазначених нижче журналістів і працівників ЗМІ внесені Комітетом захисту журналістів станом на 2 квітня 2022 як загиблі під час російсько-української війни. Про смерть тринадцятого Макса Левіна, тіло якого знайшли 2 квітня, широко писали у міжнародних ЗМІ.

### Андреа Рокеллі та Андрій Миронов

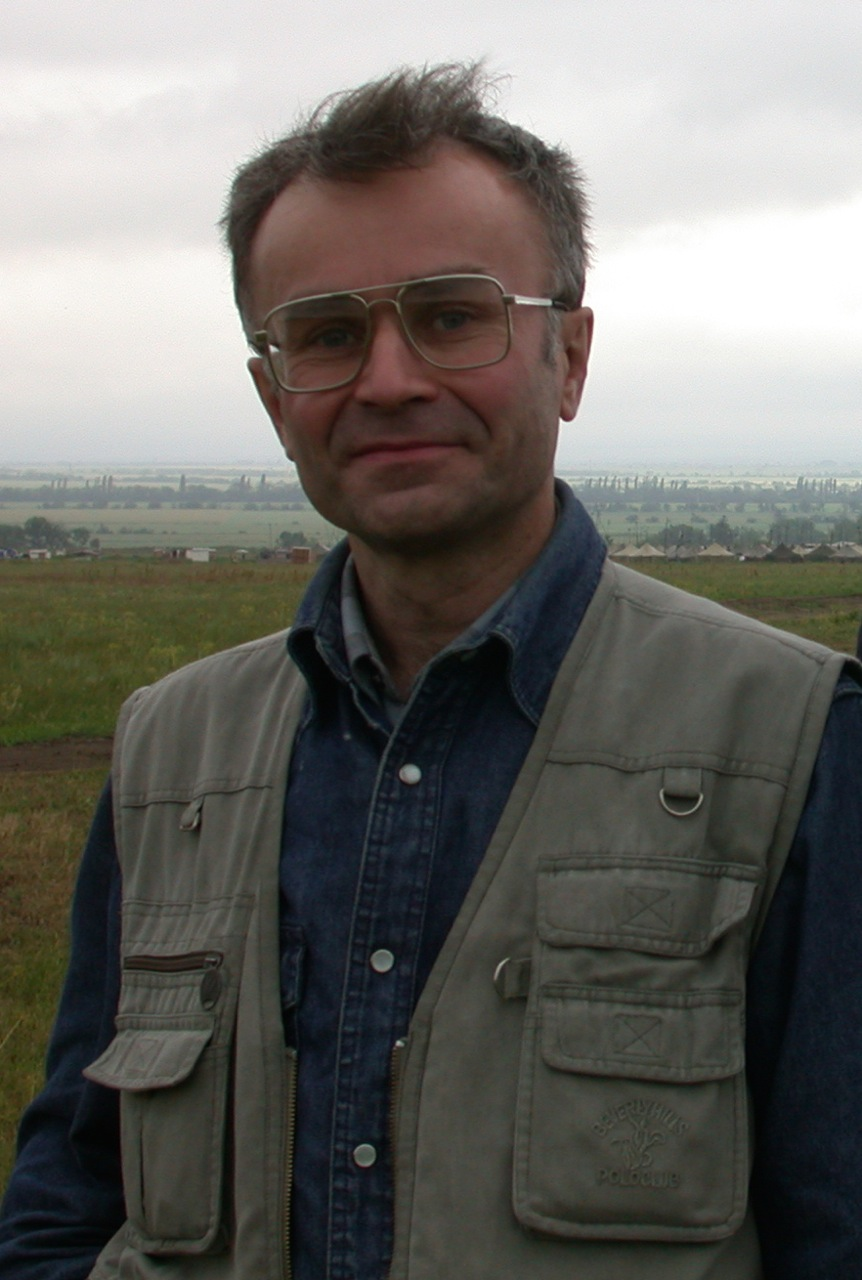
Андрій Миронов

Італійський фотожурналіст Андреа Роккеллі та російський журналіст і активіст Андрій Миронов, який був фіксатором і перекладачем Роккеллі, були вбиті 24 травня 2014 року поблизу міста Слов'янськ. Двох чоловіків, а також французького репортера Вільяма Роґелона та місцевого водія обстріляли по дорозі до їхньої машини. Роґелон заявив, що тоді їх обстрілювали з 40-60 мінометів.

#### Суд над Віталієм Марківим

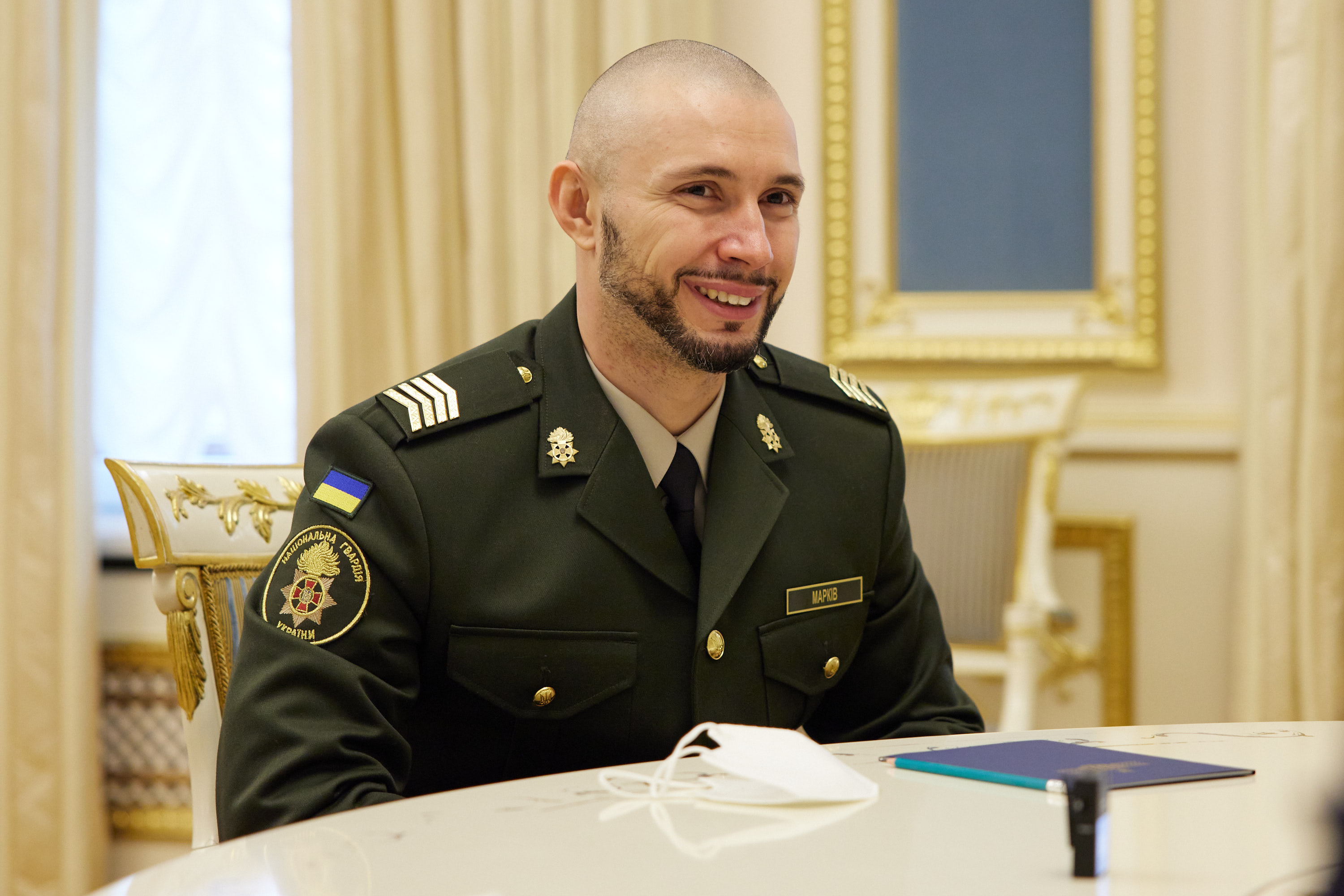
Марків невдовзі після виправдання у смерті Роккеллі та Миронова

У липні 2019 року італійський суд засудив Віталія Марківа, подвійного громадянина Італії та України, офіцера Національної гвардії України, за керівництво удару, в результаті якого загинули Роккеллі та Миронов. Обвинувальний вирок Марківу було скасовано в листопаді 2020 року, рішення, остаточне Верховний касаційний суд у грудні 2021 року.

### Ігор Корнелюк та Антон Волошин
Ігор Корнелюк та Антон Волошин, кореспондент та звукорежисер російської державної телерадіокомпанії ВДТРК відповідно, були вражені українськими мінометними снарядами 17 червня 2014 року під час зйомки блокпоста сепаратистів у Металісті Слов'яносербського району. Волошин помер миттєво, а Корнелюк помер того ж дня.
Обидва були посмертно нагороджені російськими орденами за мужність Володимиром Путіним.

#### Судове провадження щодо Надії Савченко
Того ж дня сепаратисти захопили в полон льотчицю гелікоптеру Надію Савченко, яку звинуватили в керівництві мінометним ударом. Вона стверджувала, що її схопили за годину до нападу. Савченко була засуджена російським судом 21 березня 2016 року в ході, яку Amnesty International охарактеризувала як «неправильний, глибоко політизований процес». Вона була помилувана Володимиром Путіним у результаті обміну полоненими на двох російських солдатів через два місяці.

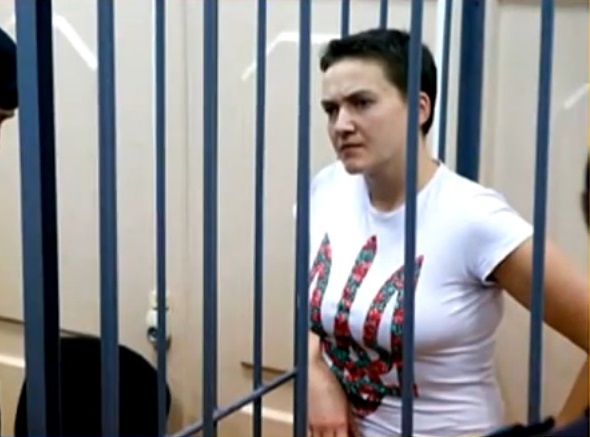
У Москві судять Савченко за смерть Корнелюка та Волошина

### Анатолій Клян
Анатолія Кляна, оператора російського Першого каналу, було вбито українськими солдатами під час поїздки з групою протестувальників солдатських матерів 30 червня 2014 року в Донецькій області. Поїздка була організована сепаратистами, водій був у камуфляжі. Клян продовжував знімати атаку, доки не став надто слабким.

### Андрей Стенін
Андрей Стенін, російський фотожурналіст і кореспондент кількох російських та міжнародних інформаційних агентств, зник 5 серпня 2014 року, перебуваючи в складі підтримуваних Росією сил у Донецьку. Його смерть була підтверджена 3 вересня 2014 року.
Стенін загинув разом із членами Інформаційного корпусу міліції «ДНР» Сергієм Коренченковим та Андрієм Вячало (див. § Сергій Коренченков і Андрій Вячало). Про їхню смерть було оголошено лише через десять днів після його смерті. Журнал Interpreter, видання Інституту сучасної Росії, припустив, що Росія намагається приховати зв'язок Стеніна з ополченцями. Український журналіст Юрій Бутусов образив Стеніна як замполіта (військово-політичного індоктринатора), а не як журналіста.
Стеніна посмертно нагородив Володимир Путін орденом Мужности.

### Сергій Ніколаєв
Фотокореспондент української газети «Сегодня» Сергій Ніколаєв загинув разом із солдатом Миколою «Танком» Флерком під час обстрілу села Піски 28 лютого 2015 року. Ніколаєв був одягнений у бронежилет з грифом «ПРЕС». Обидві сторони у війні звинувачували одна одну.
Раніше на Ніколаєва напав спецназ «Беркут» під час репортажу про Євромайдан у 2013 році. Після смерті п'ятий президент України Петро Порошенко присвоїв йому звання Героя України.

### Євгеній Сакун
Євгеній Сакун, фотокореспондент українського телеканалу LIVE та кореспондент EFE, загинув у результаті нападу на Київську телевежу 1 березня 2022 року, у результаті якого «Репортери без кордонів» назвали «точний удар» по об'єкту.

### Брент Рено
Брент Рено, журналіст The New York Times і документаліст, лауреат премії Пібоді, був застрелений російськими солдатами на блокпосту в Ірпіні 13 березня 2022 року. Рено, відомий своєю роботою з зображенням біженців і депортованихю За словами його колеги Хуана Арредондо, Рено був вбитий, знімаючи евакуацію біженців.

### П'єр Закжевський та Олександра Кувшинова

Кувшинова Олександра

П'єр «Зак» Закжевський, ірландський фотожурналіст Fox News, і Олександра «Саша» Кувшинова, українська фрілансерка, яка працює з Fox, були вбиті 14 березня 2022 року, коли їхній автомобіль потрапив під обстріл у Горенці Київської області. Британський журналіст Бенджамін Хол, також з Fox, був поранений у тому ж нападі.
Закжевський кілька років працював фрілансером, але «зі змішаними почуттями» перейшов до Fox частково тому, що працювати в зонах конфлікту без підтримки медіа-організації було надто небезпечно. Він працював на Fox під час війни в Іраку, війни в Афганістані та громадянської війни в Сирії, а також отримав нагороду Fox «Неоспіваний герой» за роль в евакуації афганських фрілансерів та їхніх сімей після виходу США з Афганістану. Незадовго до смерті він знайшов на вулицях Києва покинуту немовля і привіз його до лікарні.
Кувшинова керувала екіпажами Fox і допомагала в зборі новин.

### Оксана Бауліна
23 березня в Подільському районі Києва внаслідок обстрілу з боку Росії загинула російська журналістка незалежного сайту розслідувань The Insider Оксана Бауліна. Вона знімала місце російського ракетного удару по торговому центру. Під час того ж нападу загинув ще один цивільний.

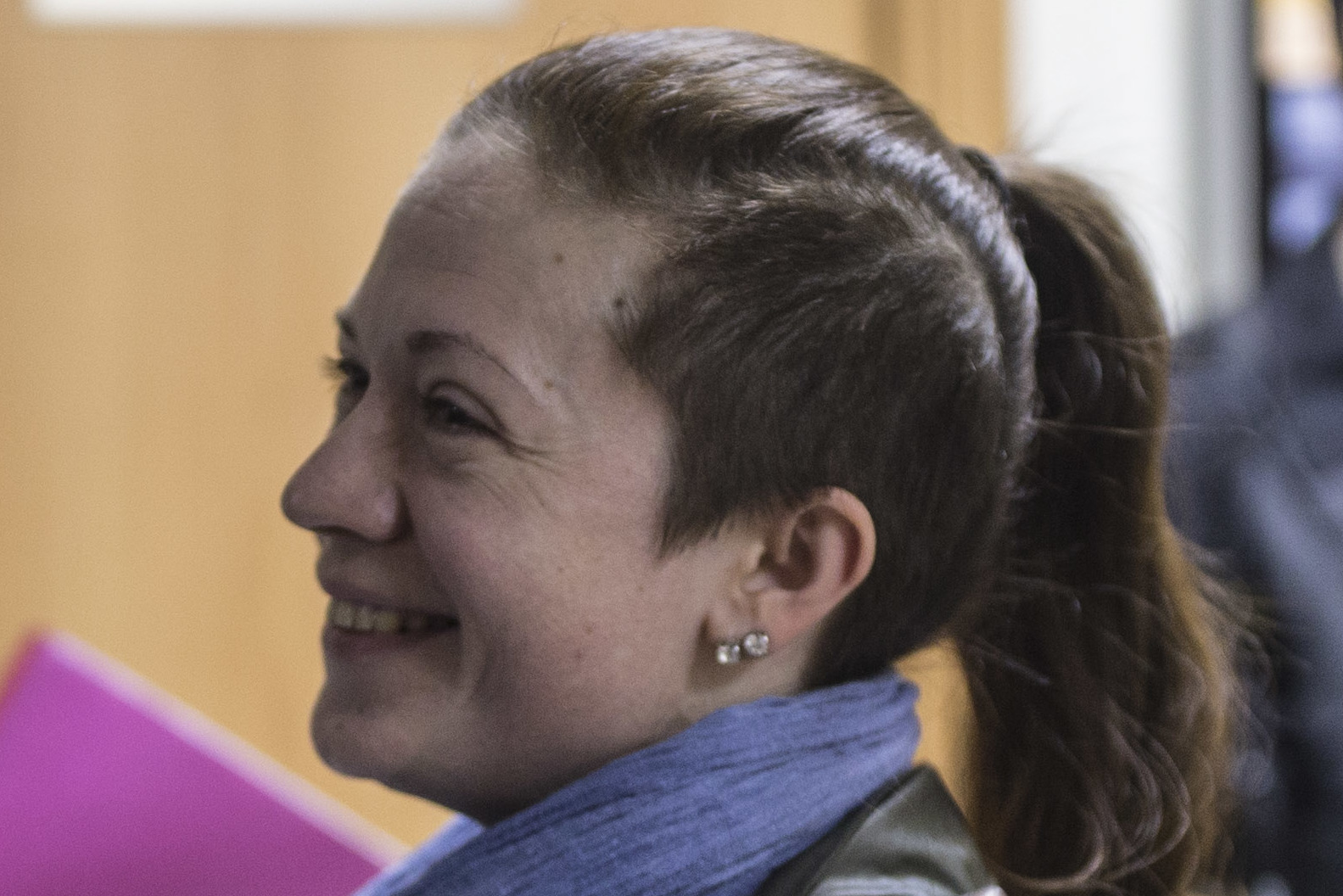
Оксана Бауліна

Бауліна, яка колись була модним редактором Time Out Moscow, у 2016 році стала активісткою Фонду боротьби з корупцією Олексія Навального. Вона емігрувала до Польщі незадовго до того, як російський уряд назвав організацію екстремістською. До вторгнення вона проживала у Варшаві, а під час вторгнення повідомляла з Києва та Львова. Її остання робота включала інтерв'ю з російськими військовополоненими, яким вона дозволяла телефонувати додому за допомогою мобільного телефону.

### Максим Левін
Український фотожурналіст LB.ua Максим Левін зник безвісти 13 березня 2022 року і був знайдений мертвим біля села Гута-Межигірська Київської області 1 квітня 2022 року. За даними Генпрокуратури України, він був без зброї та в прес-куртці, коли його смертельно поранили двома пострілами російські військовослужбовці. Левін працював з Reuters, BBC та Associated Press, серед інших інформаційних організацій. Більшість його документальних проектів стосувалися війни в Україні.
Левін зник разом із іншим українським журналістом Олексієм Чернишовим, якого не знайшли, станом на 2 квітня 2022, повідомляє Інститут масової інформації.

### Мантас Кведаравічюс
Литовський режисер Мантас Кведаравічюс був убитий 2 квітня 2022 року під час спроби покинути місто Маріуполь, життя якого він документував протягом багатьох років. За словами російського режисера Віталія Манського, Кведаравічус «помер з фотоапаратом в руці». Раніше Кведаравічус працював над документуванням тортур і насильницьких зникнень у російському регіоні Північного Кавказу, а його документальний фільм 2011 року про зруйновану війною Чечні був удостоєний премії Amnesty International.

### Фредерік Леклерк-Імхофф
Журналіст французького каналу BFMTV. Загинув на Луганщині 30 травня 2022 внаслідок російського обстрілу.

### Богдан Бітік
Український фіксер італійського видання «Repubblica»

### Арман Солдін
Арман Солдін, французький журналіст. 9 травня 2023 року група разом із загоном українських військових перебувала поблизу міста Часів Яр Донецької області. Солдіна було вбито реактивним снарядом «Град».

## Цивільні журналісти, які загинули не під час виконання службових обов'язків
Щонайменше двоє українських журналістів загинули під час російського вторгнення в Україну 2022 року, коли вони не збирали новини. Вони не входять до списку Комітету захисту журналістів.

### Ділербек Шакіров
26 лютого 2022 року Генеральний прокурор України Ірина Венедіктова повідомила у Facebook про те, що 26 лютого 2022 року в Зеленівці Херсонської області був розстріляний журналіст-фрілансер тижневика «Навколо тебе» Ділербек Шукурович Шакіров. Його смерть підтвердив представник Інституту масової інформації; ІМІ зарахував його окремо від журналістів, загиблих під час виконання службових обов'язків. ВВС повідомило заяву Венедиктової, але не підтвердило її самостійно.
Венедіктова розповіла, що Шакіров був членом благодійної організації «Дім надії»; У ІМІ повідомили, що він був у складі сил самооборони Херсона з 2014 по 2015 рік. Венедіктова розповіла, що Шакірова вбили російські солдати, стріляючи з автоматичної зброї з автомобіля.

### Ігор Гуденко
Журналіст та блогер Ігор Гуденко загинув у Харкові 26 лютого під час знімання на вулиці Наталії Ужвій, яка розташована в мікрорайонах Північна Салтівка-3 та 4. Ці райони російські військові обстрілювали з «Градів» та «Ураганів» з початку повномасштабного вторгнення. Тіло Гуденка знайшли наступного дня активісти а волонтери, що вирушили на його пошуки. З початку повномаштабного вторгнення Ігор Гуденко фіксував злочини російської армії.

### Павло Лі
Павло Лі, український актор театру і кіно, дубляжу, співак, композитор та ведучий телеканалу «Дім», загинув 6 березня 2022 року, їдучи в цивільній машині з іншими волонтерами. Повернувши на одну з вулиць, авто потрапило під обстріл російських солдатів. Загибель Павла розглядається як воєнний злочин, оскільки він був цивільним вологтером, а не військовим.

### Віктор Дєдов
Національна спілка журналістів України 23 березня 2022 року повідомила, що 11 березня під час обстрілу житлового будинку в Маріуполі Віктор Дєдов, оператор (Сігма) був убитий у своєму будинку. Про це 20 березня у Facebook повідомила Наталія Дєдова. Внаслідок обстрілу також поранено Дєдову та інших членів сім'ї. Подальший обстріл підпалив будівлю та не дозволив родині поховати тіло.

### Лілія Гумянова
Журналістка, викладачка журналістики та завідувачка художнього відділу Лівобережного районного будинку дитячої та юнацької творчості. Загинула 19 березня у Маріуполі через обстріл у підвалі дев'ятиповерхівки ховалась в підвалі багатоповерхівки за адресою вул. Ломізова, буд. 9. Загинула біля входу в підвал 3 під'їзду будинку 10 по Морському бульварі, де жила до повномасштабного вторгнення. Снаряд потрапив прям в парапет під'їзду. Кілька днів під час масованих обстрілів її тіло лежало біля під'їзду. Дружина її сина прив'язала до ноги баночку з-під ліків, де були вказані її особисті дані. Пізніше сусіди поховали їх надворі. Але окупанти ексгумували та перепоховали в невідомому досі місці. Свідоцтво про смерть оформлене лише 13.06.2024 року.

### Євген Баль
Євген Баль був капітаном 1 рангу у відставці, радянським та українським журналістом, письменником, членом Національної спілки журналістів України та Національної спілки письменників України, лауреатом літературних премій. 18 березня 2022 року до будинку Євгена Баля увірвалися російські солдати та провели так званий «обшук», під час якого знайшли фото морського офіцера з українськими морпіхами, членський квиток Національної спілки письменників України та інші «докази фашизму». Полоненого Баля відвезли до катівні в Мангуші. У полоні його сильно били протягом трьох днів, проте 21 березня 2022 року відпустили, сказавши: «не воюємо з ветеранами флоту СРСР». Після повернення додому з'ясувалось, що Євген Баль має серйозні травми. Від їх наслідків він помер 2 квітня 2022 року у віці 78-ми років.

### Роман Нежиборець
Відеоінженер чернігівського телеканалу Дитинець. 24 лютого разом з дружиною та семирічним сином переїхав до села Ягідне на Чернігівщині. Російські військові увійшли до села 3 березня, а 5-го числа зайшли до підвалу, де ховався Роман із сім'єю, та забрали телефони всіх присутніх. Пізніше вони повернулися та забрали Романа та вітчима. 9 березня стало відомо про смерть обох чоловіків від розстрілу. За фактом порушення законів та звичаїв війни, поєднаного з умисним вбивством, обласна прокуратура відкрила кримінальне провадження.

### Зореслав Замойський
Зореслав Замойський був активістом та журналістом-фрілансером, співпрацював з інтернет-ресурсом «Інформаційний портал» та ресурсом «Громада Приірпіння». Тіло журналіста з ознаками насильницької смерті було виявлено у Бучі на вулиці Богдана Хмельницького.

### Віра Гирич
Віра Гірич — журналістка та продюсерка «Радіо Свобода». Під час візиту генерального секретаря ООН Антоніу Гутерреша увечері 28 квітня 2022 відбувся обстріл міста Київ. Будинок Віри вразила російстка ракета у Шевченківському районі столиці. Її тіло знайшли під завалами лише зранку 29 квітня.

### Наталя Харакоз
Наталя Харакоз — українська письменниця, журналістка, громадська діячка грецького походження, член Національної спілки журналістів України. Загинула в окупованому Маріуполі весною 2022 року. Про смерть Наталі рідні дізналися від сусідів на початку квітня.

### Оксана Гайдар
Оксана Гайдар (псевдонім Руда Пані) — блогерка та журналістка. Останніми роками вона мешкала в Москві, але з початком широкомасштабного вторгнення рф повернулася до України, де мешкала її мама. Оксана Гайдар була відомою під псевдонімом Руда Пані, у своєму Twitter-акаунті публікувала історичні дописи, в яких засуджувала політику росії. Загинула від російських обстрілів у селі Шевченкове Броварського району Київської області. Її тіло, а також тіло її матері Лідії Гайдар, було виявлено 7 квітня 2022 року.

### Володимир Даценко
Володимир Даценко — журналіст ГО «Дорожній контроль Вінниця», волонтер та військовослужбовець. Загинув 14 липня 2022 року під час ракетного обстрілу Вінниці. Під час вибуху знаходився поблизу в приватній клініці, куди привіз товариша.

## Цивільні журналісти, обставини загибилі яких невідомі

### Артем Катела(13.05.1993—29.03.2022)
Керівник медійної служби МБК «Маріуполь». Загинув в заблокованому Маріуполі.

### Рощина Вікторія(6.10.1996—10.2024)
Померла в російському полоні на етапі підготовки до обміну. Раніше вона оголосила голодування через нелюдське поводження. У 2022-му вона отримала нагороду Міжнародного жіночого медійного фонду «За мужність у журналістиці». Працювала на hromadske, а потім публікувалася в «Українській правді» та «Радіо Свобода».

## Журналісти, які загинули під час захисту України у складі сил оборони України
Щонайменше троє українців і двоє колаборантів загинули під час служби військових журналістів або військовослужбовців незалежно від їхньої роботи як журналіста. Вони не входять до списку Комітету захисту журналістів.

### Сергій Коренченков і Андрій Вячало
5 серпня 2014 р. разом з Андрієм Стеніним зникли кореспонденти «Інформаційного корпусу міліції ДНР» Сергій Коренченков та Андрій Вячало. Через десять днів після того, як тіло Стеніна було знайдено, проросійська газета «Голос Севастополя» повідомила, що останки Коренченкова і В'ячало були знайдені одночасно з його тілом. Ці двоє були одними з перших на місці події після того, як сили міліції збили рейс MH 17 Malaysia Airlines, і журнал The Interpreter припустив, що вони могли знати, які сепаратисти збили авіалайнер.

### Олег Задоянчук
Олег Задоянчук, військовослужбовець 12-го батальйону територіальної оборони, журналіст державного інформаційного агентства Укрінформ, загинув від російської артилерії 4 вересня 2014 року.

### Дмитро Лабуткін
Дмитро Лабуткін, військовий журналіст севастопольського телеканалу «Бриз» до анексії Криму Російською Федерацією, загинув 16 лютого 2015 року під час боїв за Дебальцеве.

### Сергій Пущенко
Сергій Пущенко, графік і живописець, культуролог, заслужений діяч мистецтв України, член Національної спілки журналістів України, лауреат журналістських премій, волонтера і добровольця ДУК ПС і УДА, учасника ВО «Тризуб». Загинув у ніч проти 2 березня 2022 року в бою з російською диверсійною групою в місті Васильків Київської області.

### Віктор Дудар
Кореспондента львівської газети «Експрес» і добровольця-десантника Віктора Дудара застрелили російські солдати під час боїв в Миколаєві. Про його смерть було оголошено 7 березня 2022 року. На той момент він не працював журналістом; він знову вступив на військову службу 24 лютого, до цього служив на Донбасі з 2014 по 2015 рік. Він був одним із перших українських військових, які загинули під час вторгнення.

### Олександр Литкін
Журналіст «КNК Медіа». З початком масштабного вторгнення РФ на території України вступив до лав територіальної оборони Київщини. Пізніше доєднався до ЗСУ. Загинув 13 березня 2022 в с. Романівка внаслідок обстрілу військовослужбовцями збройних сил рф.

### Олег Якунін
Олег Якунін — український журналіст, редактор, військовослужбовець, сержант Збройних сил України, учасник російсько-української війни. Кавалер ордена «За мужність» III ступеня (2022, посмертно). Працював головним редактором Afisha.zp та misto.zp.ua. Загинув на полі бою 18 березня 2022 року.

### Юрій Олійник
Юрій Олійник — 39-річний телеоператор і фотограф зі Львова, працівник 24 каналу і сайту ZAXID.NET. Загинув 23 березня біля Попасної на Луганщині, був бійцем 24 окремої механізованої бригади імені короля Данила. Пішов з перших днів повномасштабного вторгнення, був ветераном АТО, воював на Донбасі у 2014—2015 році.

### Сергій Заїковський
Сергій Заїковський — історик, перекадач, публіцист. Був редактором «Вістника» молодіжної організації «Авангард». З початком повномасштабного наступу вступив в тероборону Києві. Пізніше, служив у складі протитанкового взводу 1 батальйону ОПСП ЗСУ «АЗОВ». Загинув 24 березня 2022 року в ході контрнаступу української армії, штурму села Лук'янівка, що на лівому березі Києва.

### Денис Котенко
Денис Котенко — боєць 3-го окремого батальйону УДА, член політичної партії Національний корпус, співробітник пресслужби Міністерства у справах ветеранів. Загинув 24 березня 2022 року в боях за Київ під час визволення села Лук'янівка на Київщині. Посмертно відзначений орденом «За мужність» III ступеня.

### Максим Мединський
Максим Мединський — журналіст та доброволець, військовослужбовець, лейтенант Збройних Сил України. Зі студентських років працював у друкованих та онлайн-ЗМІ, був прессекретарем Центру досліджень енергетики. У серпні 2014-го пішов на фронт та воював у складі 79-ї окремої аеромобільної бригади. У лютому 2022 року Максим Мединський знову пішов на фронт. Максим Мединський загинув 29 квітня внаслідок обстрілу його роти у бою із загарбниками на Харківщині. Останні роки працював у Департаменті комунікацій Міненерго.

### Євген Старинець
Євген Старинець — менеджер філії Суспільне Черкаси 2017—2019 років. З початком російського вторгнення в Україну в 2022 році вступив до лав Черкаської ТРО. Загинув 1 травня 2022 року під час боїв за Попасну Луганської області

### Олександр Махов
Колишній воєнкор медіа-групи «Україна». З початком повномасштабного російського вторгнення в Україну 2022 року знову пішов на фронт в складі 95-ї окремої десантно-штурмової бригади. Загинув 4 травня 2022 року при обороні с. Довгеньке, що на Харківщині, внаслідок артилерійського обстрілу російських окупантів. До цього брав участь у бойових діях у 2015 році, служив зенітником та кулеметником у 57-й окремій мотопіхотній бригаді. Брав участь в бойових діях під Горлівкою — у Зайцевому та Майорську.

### Костянтин Кіц
Костянтин Кіц — відеоператор та фотограф з Луцька, який довгий час працював на ТРК «Аверс». 47-річний Костянтин Кіц загинув 17 травня поблизу населеного пункту Яковлівка Донецької області. До Збройних сил України чоловіка мобілізували 8 березня. Кавалер ордена «За мужність» III ступеня (2022, посмертно).

### Роман Жук
Роман Степанович Жук — фотограф, відеограф, волонтер, активіст, військовослужбовець, молодший сержант. З початком повномасштабного російського вторгнення в Україну пішов добровольцем на фронт. Розвідник артилерійського взводу 128-ї окремої гірсько-штурмової бригади. Загинув 26 травня 2022 року під час артилерійського обстрілу біля м. Оріхів у Запорізькій області.

### Віталій Дерех
Віталій Мирославович Дерех — журналіст, митець, військовослужбовець, молодший сержант. Віталій Дерех працював журналістом у виданнях «20 хвилин» і «RIA плюс». З 2014 по липень 2015 року проходив во.вав добровольцем у батальйоні «Айдар» Збройних сил України. З початком російського вторгнення в Україну 2022 року вступив до 1-ї окремої бригади спеціального призначення імені Івана Богуна, де став командиром протитанкового відділення 3-го окремого батальйону спеціального призначення. Брав участь в боях під Києвом, опісля на Луганщині. Загинув 28 травня 2022 року біля м. Попасна Луганської области внаслідок авіаційного удару.

### Олексій Чубашев
Олексій Олександрович Чубашев — військовий журналіст, військовослужбовець, майор (посмертно) Головного управління розвідки Міністерства оборони України. З 2019 по 2021 рік був в.о. керівника Центральної телерадіостудії Міністерства оборони України (очільником «Військового ТБ» та радіостанції «Армія FM»). Загинув 10 червня 2022 року під час захисту міста Сєвєродонецьк.

### Карім Гуламов
Абдулкарім Курбаналійович Гуламов — військовослужбовець Збройних сил України, учасник АТО у складі Сил спецоперацій ЗСУ, телеведучий каналу М2. З 2014 служив у 73-му морському центрі спеціальних операцій, у 2018 році став відомим як ведучий Військового хіт-параду на каналі М2. Загинув ввечері 17 липня 2022 року, коли його автомобіль наїхав на міну у селі Зарічне в Херсонській області.

### Микола Рачок
Микола Рачок — журналіст видання про авто «InfoCar». З початком повномаштабного вторгнення став добровольцем. Воював у лавах 58-ї окремої мотопіхотної бригади. Загинув 21 липня 2022 року під Покровськом Донецькій області.

### Олександр Савоченко
Олександр Володимирович Савоченко — журналіст, офіцер ЗСУ. Працював на СТБ, згодом в інформагентстві «Франс Прес», пізніше на «Суспільному». Робив аналітичні сюжети, зокрема про економіку та політику. З початком повномаштабної ангресії росії вступив добровольцем до 72-ї окремої механізованої бригади імені Чорних Запорожців. Загинув у боях під Бахмутом 27 липня 2022 року.

### Олексій Юрченко
Олексій Юрченко — оператор телеканалу «Прямий». Брав участь у боях 2015—2016 років за Мар'їнку і Піски. З початком повномаштабного вторгнення доєднався до 206 батальйону тероборони Києва. Загинув у боях за Балаклію 8 вересня.

### Дмитро Шиповський
Дмитро Шиповський — оператор телекомпанії «Приват TV: Харків» та каналу «Аль Джазіра». У 90-ті роки працював оператором у дитячих програмах «Дітвора», «Вечірня казка», «В гостях у Дрьоми». Брав у часть у Революції Гідності. Вступив до лав ЗСУ у березні. Загинув 21 вересня, потрапивши під мінометний обстріл у районі села Дружба Донецької області.

### Юрій Лелявський
Юрій Миколайович Лелявський — журналіст та військовий. Працював журналістом інформаційного агентства «Медіа-Стар». У 2014-15 роках висвітлював війну на сході України, двічі — у квітні і липні 2014 року — потрапляв у полон до проросійських бойовиків на Донбасі. Пізніше був головою прес-служби 10 гірсько-штурмової бригади та 80 окремої десантно-штурмової бригади ДШВ. Загинув 28 вересня 2022 року в бою під час виконання завдання.

### Сергій Силкін (1994—2022)
Звукорежисер ОДТРК «Карпати» з 2013 року. Був журналістом «Суспільне. Івано-Франківськ» з 2017 року по 2021. З початку повномасштабного вторгнення намагався вступити до лав збройних сил, однак через проблеми зі здоров'ям був прийнятим з четвертого разу. Загинув у бою з окупантами, захищаючи Україну неподалік Бахмута Донецької області 17 жовтня 2022-го року під час виконання бойового завдання.

### Василь Яворський
Василь Яворський працював режисером на телеканалі «ZIK» з моменту його заснування, а у 2019 звільнився через придбання каналу проросійськими силами, далі працював режисером у ТРК «Перший Західний» та на телеканалі «Еспресо». Із 2014 року займався створенням документальних фільмів та програм про війну. Вступив до 103-ї бригади територіальної оборони ЗСУ у 2021 році, воював на з 2022 на східному напрямку. Загинув 21 жовтня 2022 року.

### Антон Коломієць (1988—2022)
Журналіст з Херсона, працював на каналі «Скіфія», що пізніше став філією телерадіокомпанії «Суспільне мовлення» та отримав назву «Суспільне. Херсон», де шість років працював ведучим прогнозу погоди, а також режесером прямих етерів. Був також ведучім на каналах «ТвійПЛЮС» та «ВТВ плюс» після реорганізаціх каналу «Суспільне. Херсон». З початком широкомаштабного вторгнення перебував в окупації та виїхав з родиною наприкінці травня, пізніше вступив до Збройних сил України у лавах 28-ї окремої механізованої бригади імені Лицарів Зимового Походу. Загинув на 35-му році життя 20 грудня 2022 року у боях за Бахмут в Озерянівці. Був одружений, на момент смерті мав двох неповнолітніх дітей.

### Ігор Терьохін
Журналіст, письменник, ресторатор. Ігор працював у ТРК РИАК та у команді «Глас Медіагрупа». Вивчав виноробство в Одеській національній академії харчових технологій і захоплювався культурою вин, з часом став ресторатором. Був представником компанії «Вінфорт». З перших днів повномасштабного вторгнення росії захищав Україну. Був бійцем 126 бригади ЗСУ. Загинув 23 січня на Херсонщині.

### Павло Тимошенко
Оператор каналу «Інтер», де працював з 2008 року. Павло мав інвалідність, однак пішов добровольцем у тероборону в перші дні російського вторгнення. Виконував завдання на території Золотоніського району. З вересня їхній батальйон перекинули в Полтавську область, потім — в район поблизу Бахмута. В лютому — під Вугледар. Служив у званні стрілка у складі 118-ї бригади, 157 окремого батальйону територіальної оборони Черкаської області. Загинув під Вугледаром 5 лютого 2023 року..

### Сергій Клименко
Працівник технічної служби радіо херсонської філії Суспільного. Раніше працював інженером радіомовлення та звукозапису у технічній службі радіо телерадіокомпанії Херсонщини «Скіфія». У вересні 2022 року добровільно вступив до лав Збройних сил України. Загинув 5 лютого 2023 року у Мар'їнці на Донеччині.

### Олексій Борис
Журналіст «Юридичної Газети» та військовослужбовець 58-ї бригади загинув 9 лютого 2023 року у віці 27-ми років на передових лініях оборони в Донецькій області. Записався у добровольці 25 лютого 2022 року. Мав звання молодшого лейтенанта та командував взводом протитанкової артилерійської батареї.

### Андрій Загоруйко
Ведучий каналу «Київ», який працював там з 2012 року, спочатку режисером, а з 2014-го — автором і ведучим історичного проєкту «Київські історії». Також працював на продакшн-студії «Фінфорт ТВ», режисером історичних проєктів на телеканалі «Тоніс» та телеканалі «Сіті». Вступив у лави ЗСУ з початком повномаштабного вторгнення, служив у 25 окремому стрілецькому батальйоні у взводі ПЗРК. Загинув під Бахмутом 3 листопада 2022 року. Андрій потрапив під російський мінометно-артилерійський обстріл, повертаючись із побратимами з бойового чергування в районі селища Спірне Бахмутського району.

### Олександр Бондаренко
Олександр Бондаренко — працівник Агентства стратегічних комунікацій RMA, Олександр Бондаренко служив у 112 бригаді, 244 батальйоні, 22 квітня 2023-го року загинув під Кремінною від кулі снайпера.

### Володимир Мукан
Загинув в Бахмуті 29 квітня 2023-го року під час виконання бойового завдання

### Євгеній Осієвський
Загинув під Бахмутом 22 травня 2023 року.

### Роман Чорномаз
Загинув 13 червня 2023 року поблизу населеного пункту Курдюмівка Бахмутського району Донецької області.

### Алла Пушкарчук[131]
Загинула 25 квітня 2024 року внаслідок артилерійського обстрілу в селищі Удачне Донецької області. Померла в машині на руках свого чоловіка з  останніми словами: «Я втрачаю свідомість». Похорон відбувся 30 квітня 2024 у селі Сокіл .